# Тимченки (Сумская область)
Тимченки (укр. Тимченки) — село,
Козельненский сельский совет,
Недригайловский район,
Сумская область,
Украина.
Код КОАТУУ — 5923582906. Население по переписи 2001 года составляло 330 человек .

## Географическое положение
Село Тимченки находится на берегу реки Ольшанка,
выше по течению на расстоянии в 2 км расположено село Саево,
ниже по течению на расстоянии в 1,5 км расположено село Ольшана.

## Экономика
- Молочно-товарная ферма.
- «Тимченки», агрофирма, ООО.

## Объекты социальной сферы
- Школа І ст.